# Dráček létavý
Dráček létavý (Draco volans) je štíhlý, dlouhoocasý ještěr z čeledi agamovitých (Agamidae). Měří obvykle kolem 20 cm, samičky bývají větší než samečci. Žije v pralesích a tropických oblastech jihovýchodní Asie. Má kožnatou blánu, kterou využívá k plachtění mezi stromy.
Dokáže uletět až 8 metrů, čehož využívá při hlídání svého území. Při obraně před predátory vyleze na strom. V dešti nebo silném větru nikdy nelétá.
Potravu dráčků tvoří především mravenci, zvláště stromoví mravenci rodu Oecophylla, v menší míře požírají i termity a pavouky. Při chovu v teráriu je nutné zajistit jim dostatečný přísun mravenců.
Rozmnožování není příliš prozkoumáno, samička snáší asi pět vajec do hnízda v zemi a zakryje je hlínou. Z vejce se líhnou po 32 dnech.

## Popis
Tento ještěr dorůstá délky 20–25 cm. Po stranách těla má kožní řasu (patagium), kterou v případě potřeby pomocí pohyblivých prodloužených žeber napne a využije ji k plachtění (pasivnímu letu). Dráčci (rod Draco) jsou posledními létajícími plazy na zemi.[rozpor] Při složené létací bláně dráček připomíná kůru stromu, takže je dobře maskovaný. Spodní část létací blány je pestře zbarvená v odstínech oranžové a černé. Na hrdle má dráček oranžový nebo žlutý kožní lalok, který je možno vztyčit. Dráčci jej používají při vzájemné komunikaci obdobným způsobem jako jihoameričtí anolisové.

## Rozšíření
Dráček létavý se vyskytuje v tropické jihovýchodní Asii, a to od Indie po Indonésii.

## Rozmnožování
V období rozmnožování dráček ukazuje samici svou barevnou létací blánu.